# Легеза Дмитро Володимирович
Дмитро́ Володи́мирович Легеза́ (рос. Дми́трий Влади́мирович Легеза́; нар. 25 вересня 1966, Ленінград) — російський поет та прозаїк.
Закінчив фізико-математичну школу № 239, потім 1-й Ленінградський медичний інститут ім. акад. І. П. Павлова, працював лікарем, має ряд наукових робіт і ступінь кандидата медичних наук. Член Спілки письменників Санкт-Петербурга і Союзу російських письменників, один із засновників і редактор ЛітО «Піїтер», співзасновник і член оргкомітету міжнародного літературного фестивалю «Петербурзькі мости».